# Eleições gerais do México em 2000
As eleições gerais mexicanas de 2000 foram realizadas em julho de 2000, com o propósito de eleger o Presidente da República sucessor de Ernesto Zedillo, os 628 membros do Congresso da União e 16 Governos estaduais. A eleição presidencial teve lugar em 2 de julho, sendo seguidas pela eleição legislativa em 6 de julho.
O vencedor da eleição presidencial foi Vicente Fox, do Partido da Ação Nacional, sendo esta a primeira derrota do Partido Revolucionário Institucional (PRI) desde a Revolução Mexicana, em 1910. Já na disputa legislativa, o PAN ganhou 224 dos 500 assentos da Câmara de Deputados, enquanto o PRI ganhou 60 dos 128 assentos do Senado.

## Eleição presidencial
| Partido      | Partido                                              | Candidato                | Votos      | Votos (%) |
| ------------ | ---------------------------------------------------- | ------------------------ | ---------- | --------- |
|              | Partido da Ação Nacional                             | Vicente Fox              | 15 989 636 | 42,52%    |
|              | Partido Revolucionário Institucional                 | Francisco Labastida      | 13 579 718 | 36,11%    |
|              | Partido da Revolução Democrática/Partido do Trabalho | Cuauhtémoc Cárdenas      | 6 256 780  | 16,64%    |
|              | Social Democracia                                    | Gilberto Rincón Gallardo | 592 381    | 1,58%     |
|              | Partido Centro Democrático                           | Manuel Camacho           | 206 589    | 0,55%     |
|              | Partido Autêntico da Revolução Mexicana              | Porfirio Muñoz Ledo      | 156 896    | 0,42%     |
|              | -                                                    | Não registrados          | 31 461     | 0,08%     |
| Totais       | Totais                                               | Totais                   | 36 813 461 |           |
| Votos Nulos  | Votos Nulos                                          | Votos Nulos              | 788 157    | 2,1%      |
| Participação | Participação                                         | Participação             | 37 601 618 | 64,00%    |